# レオノールの脳内ヒプナゴジア
『レオノールの脳内ヒプナゴジア』（レオノールののうないヒプナゴジア、フィリピン語: Ang Pagbabalik ng Kwago、「ふくろうの帰還」という意味、『レオノールの脳内ヒプナゴジア（半覚醒）』と表記されることもある）は 2022年のフィリピンの心理コメディドラマ映画である。マルティカ・ラミレス・エスコバルの監督デビュー作である。シェイラ・フランシスコが、昏睡に陥って自分の未完の脚本の中に入りこんでしまう引退した映画監督・脚本家の役を演じている。助演としてボン・カブレラ、ロッキー・サルンビデス、アンソニー・ファルコンが出演した。本作は1970年代から80年代頃のフィリピンのアクション映画へのオマージュである。

## あらすじ
レオノール・レイエスはかつてアクション映画を次々とヒットさせたフィリピン映画界の重要人物だったが、今では息子のルディと同居して請求書の支払いをするにも苦労している状況である。映画脚本を募る広告を見たレオノールは、若く気高いロンワルドが、チンピラの手で殺された兄の復讐をせざるを得なくなる様子を描く未完成の脚本に手を入れ始める。レオノールが想像の世界に浸っている間にテレビが頭にあたるという事故が起こり、レオノールは昏睡に陥ってしまう。このためレオノールはヒプナゴジアの状態で未完成の映画の中に入り込み、夢の世界で映画を実体験して物語の最高の結末を思いつく。一方、ルディは母がどこにいるのか探そうとする。

## キャスト
- シェイラ・フランシスコ - レオノール・レイエス
- ボン・カブレラ - ルディ・レイエス
- ロッキー・サルンビデス - ロンワルド
- アンソニー・ファルコン - 死んだロンワルド
- アラン・バウティスタ - ヴァレンティン
- レア・モリーナ - イザベラ
- ライアン・エイゲンマン - リカルド
- ジョン・パウロ・ロドリゲス - ジュニア
- ディド・デラ・パス - 市長
- タミ・モンソド - ヴァルデス先生

## スタッフ
| 業務                     | 名前                                                                   |
| ------------------------ | ---------------------------------------------------------------------- |
| 監督・脚本               | マルティカ・ラミレス・エスコバル                                       |
| 製作                     | モンスター・ヒメネス、マリオ・コルネホ                                 |
| 製作総指揮               | アウロラ・オレタ、マルティカ・ラミレス・エスコバル、クォーク・ヘナレス |
| 助監督                   | マイキー・デ・ラ・クルス                                               |
| ラインプロデューサー     | ラジヴ・イドナニ                                                       |
| 撮影                     | カルロス・マウリシオ                                                   |
| プロダクションデザイナー | エーロ・イヴ・フランシスコ                                             |
| 編集                     | ローレンス・アン                                                       |
| 音響                     | コリンヌ・デ・サン・ホセ                                               |
| 音楽                     | アリヤナ・カブラル、パン・デ・ココ                                     |
| カラリスト               | ティミー・トーレス                                                     |
| VFXアーティスト          | トリシア・ベナソル                                                     |

## 制作

### 構想・発展
エスコバルが少女だった頃にアクションスターから政治家になったジョセフ・エストラーダがフィリピンの大統領に選ばれたことが映画の着想のきっかけとなっている。エスコバルはプロダクションノートで、「今ではそれから数十年たっていますが、さらに2人「アクションスター」の大統領がいて、私はこのおかしな現実を問い直し始め、映画愛と並べて考えた時にこのことが簡単に理解できると気付いて驚きました」と述べている。フィリピン大学ディリマン校を映画の学位を取得して卒業後、エスコバルは本作の脚本に取り組み、他の映画で撮影の仕事をしながら8年にわたって脚本の編集・改稿を続けた。この間、エスコバルはリッキー・リーやボン・ラオの映画脚本ライティングワークショップにも出ていた。

### キャスティング
レオノールの役については、エスコバルは「マッチョな世界に適応していると感じており、作家らしい鋭さと知性があり、母らしいタフな優しさもある人」を探していた。映画のプロデューサーであるモンスター・ヒメネスが舞台ミュージカルである Ang Huling El Bimbo に出演しているのを見た後、シェイラ・フランシスコを推薦した。

### 撮影・ポストプロダクション
2019年7月から9月まで撮影がフィリピンで行われた。フィリピン映画開発審議会 (FDCP) のCreatePHFilms資金プログラム及びFull Circle Lab-Philippines開発プログラムの支援を受けた。

## 公開
2022年のサンダンス映画祭のワールドシネマドラマティックコンペティション部門で、2006年の『マキシモは花ざかり』以来初めてエントリーしたフィリピン映画として初上映された。本作は好意的な評価を受け、エスコバルは審査員賞を受賞した。2022年8月5日にフィリピン文化センターで、新型コロナウイルス感染症の世界的流行のせいでもともとの形で開催できなくなっていた状況から対面上映の形に戻って開催された第18回シネマラヤ・フィリピン・インディペンデント映画祭にてフィリピン初公開となった。日本では2024年1月13日に公開された。

## 評価
Rotten Tomatoesでは2025年5月26日時点で91％の評価を得ている。 Metacriticでの評価は2025年5月26日時点で73である。
『ニューヨーク・タイムズ』の映画批評家A・O・スコットはサンダンス映画祭のまとめでこの作品を「素晴らしく分類不能」であり、「家族メロドラマ、パルプ的な暴力、シュールなコメディを混ぜることであの世の瀬戸際にいる芸術家の心なごむ優しい肖像を生み出している」と述べた。RogerEbert.com のマーリャ・ゲイツは、本作は「脚本家・監督であるマルティカ・ラミレス・エスコバルの、特異な声とウィアード・シネマの殿堂における明るい未来を約束された芸術家としての立場を確立」するものであり、シェイラ・フランシスコが「レオノール役をつとめているのを見るのは喜びそのもの」であると述べた。『ヴァラエティ』のエイミー・ニコルソンのレビュー評価は複雑で、本作は映画の終わりに向かって「台本の野心的な展望が手の届く範囲を超えてしまった」ため、「クリエイティブでクレバーだが、たぶんクレバーすぎる」ものになっていると評した。
『ニューヨーク・タイムズ』、『アトランティック』、『ヴォーグ』は本作を2022年サンダンス映画祭のベスト作品のうちのひとつにあげている。

### 受賞
サンダンス映画祭では革新的な映画作りの精神を理由にワールド・シネマ（ドラマ）部門審査員特別賞を受賞した。本作とThe Headhunter's Daughter の短編審査員賞受賞を祝い、フィリピン映画開発審議会議長のライザ・ディーノ＝セゲラは「サンダンスにおけるフィリピン映画の歴史的勝利」と述べ、作品を作った映画作家たちは「歴史を書いている」と付け加えた。
| 年   | 映画祭                                 | 賞                                                                       | 結果       | 出典 |
| ---- | -------------------------------------- | ------------------------------------------------------------------------ | ---------- | ---- |
| 2022 | CAAMフェスト                           | Comcast Xfinity Narrative Award                                          | 受賞       |      |
| 2022 | ロサンゼルスアジアンパシフィック映画祭 | Special Jury Mention - Narrative Feature                                 | 受賞       |      |
| 2022 | レーザーリールファンタスティック映画祭 | Youngblood Award                                                         | 受賞       |      |
| 2022 | 第47回トロント国際映画祭               | Amplify Voices                                                           | 受賞       |      |
| 2022 | サンダンス映画祭                       | ワールド・シネマ（ドラマ）部門審査員特別賞：イノヴェイティヴ・スピリット | 受賞       |      |
| 2023 | インディペンデント・スピリット賞       | インディペンデント・スピリット賞 外国映画賞                              | ノミネート |      |